# محوطه خلیفه چایی
محوطه خلیفه چایی مربوط به هزاره دوم و اول قبل از میلاد است و در رضی، جنوب غربی شهر واقع شده و این اثر در تاریخ ۷ مهر ۱۳۸۱ با شمارهٔ ثبت ۶۱۶۳ به‌عنوان یکی از آثار ملی ایران به ثبت رسیده است.